# Kanton Montluçon-Nord-Est
Der Kanton Montluçon-Nord-Est war bis 2015 ein französischer Wahlkreis im Arrondissement Montluçon, im Département Allier und in der Region Auvergne. Er umfasste zwei Gemeinden und den nordöstlichen Teil der Stadt Montluçon. Die landesweiten Änderungen in der Zusammensetzung der Kantone brachten im März 2015 seine Auflösung.

## Gemeinden
In der nachfolgenden Tabelle ist für alle Gemeinden jeweils die gesamte Einwohnerzahl angegeben.
| Gemeinde     | Einwohner Jahr | Fläche km² | Bevölkerungsdichte | Code INSEE | Postleitzahl |
| ------------ | -------------- | ---------- | ------------------ | ---------- | ------------ |
| Montluçon    | 37.839 (2013)  | –          | – Einw./km²        | 03185      | 03100        |
| Saint-Victor | 2.097 (2013)   | 23,22      | 90 Einw./km²       | 03262      | 03410        |
| Vaux         | 1.064 (2013)   | 18,1       | 59 Einw./km²       | 03301      | 03190        |

## Einwohner
| Bevölkerungsentwicklung | Bevölkerungsentwicklung |
| Jahr                    | Einwohner               |
| ----------------------- | ----------------------- |
| 1990                    | 11.860                  |
| 1999                    | 11.255                  |
| 2006                    | 10.795                  |
| 2011                    | 11.056                  |

## Politik
| Vertreter im conseil général des Départements | Vertreter im conseil général des Départements | Vertreter im conseil général des Départements |
| Amtszeit                                      | Name                                          | Partei                                        |
| --------------------------------------------- | --------------------------------------------- | --------------------------------------------- |
| 18. März 2001 – 29. März 2015                 | Bernard Dillard                               | DVD (URB)                                     |